# 先進波
先進波（せんしんは、advancing wave）とは、マクスウェルの電磁方程式から算出される通常とは逆向きに進む波のことである。先行波ともいう。

## 概要
マクスウェルの電磁方程式を解くと、以下のような形の解がでてくる。
{\displaystyle \Psi =A_{0}e^{i(k\cdot x-\omega t)}+A_{1}e^{i(k\cdot x+\omega t)}}
- {\displaystyle \Psi }は波動関数

式の前項が通常の波である遅延波である。
ここで後ろの項も数学的な解としてはありえるものであり、この波は数式上時間軸的に遅延波とは逆向きの成分をもっているように見える。
球面波の場合を考える。球面波では原点に波動の原因があり、遅延波は中心から外側へと広がる波である。これに対して外側から中心へと向かう波が後項の波であるが、この波は時間軸的に周囲から押し寄せて来て波の元となった時と場所で一点に集約する波となる。波動を起こす原因の中心の原点から広がっているとすると、この波は時間を遡って過去へ向かっていると解釈しなければならない。そのためこの波を先進波と呼ぶ。
通常、先進波は因果律やその他の物理的経験常識から意味のない解として捨てられ遅延波のみを物理的に意味のある解として採用する。この解を示したホイーラーとファインマンは、先進波は相互作用によりキャンセルされるものと説明した。

## フィクションにおける先進波
先進波は、時間を遡る波と解釈できることから、超光速通信や時間旅行の道具として、さまざまなSFに、キーとなるアイディアとして、あるいは小道具として登場する。
- グレゴリイ・ベンフォードのSF小説『タイムスケープ（英語版）』に登場する「タキオン」は、因果律を逆転して過去に遡る素粒子と設定されており、その物質波が、先進波が消えない性質を持っていると説明される（そのような素粒子があったとすればそれはタキオン（光より速い粒子）であるが、逆にタキオンすなわち時間を遡る、としてよいか、については慎重を要する）。
- 堀晃の短編SF小説『過去への声』（集英社文庫『恐怖省』収録）は、先進波により時間を越えて過去の世界へ情報を送信し歴史改変を行うというストーリーである。
- SFアニメ『機動戦艦ナデシコ』の「ボソンジャンプ」は、いわゆるワープであるが、先進波として時間を遡り過去に存在する装置（「遺跡」）から送り返されることで、たとえば超光速の移動も可能としている、と説明しており、時間移動をともなうこともある。
- 山本弘のSF小説『MM9』シリーズには、先進波を使って周りのエネルギーを奪う怪獣「ゼロケルビン」が登場する。